# Рабе фон Папенхайм (рицар)
Рабе фон Папенхайм (на немски: Rabe fon Papenheim, Ritter; † сл. 1295) е рицар от фамилията „Рабе фон Папенхайм“ при Варбург в Източна Вестфалия. Той създава линията „фон Папенхайм и фон Каленберг“.
Той е най-малкият син на рицар Рабе фон Папенхайм († сл. 1266) и съпругата му Кунигунда фон Амелунксен († сл. 1268), дъщеря на рицар Херболд II фон Амелунксен († сл. 1245). Брат е на рицарите Херболд фон Папенхайм († сл. 1254), Рабанус фон Папенхайм († сл. 1306) и Конрад фон Папенхайм († сл. 1317).
„Рабе“ на български е гарван. Родът Рабе фон Папенхайм не трябва да се бърка с франкските имперските наследствени маршали фон Папенхайм, с които не са роднини. От края на XII век господарите Рабе фон Папенхайм стават наследствени трушсес на манастир Корвей. Линиите „цу Либенау и Щамен“ съществуват и днес като стар хесенски рицарски род.

## Фамилия
Рабе фон Папенхайм се жени за Елизабет фон Ешеберг († пр. 1302), дъщеря на Александер фон Ешеберг († пр. 1269) и Аделхайд фон Вестхайм († сл. 1269). Те имат три деца:
- Раве фон Папенхайм-фон Каленберг († сл. 1320), женен I. за фон Вестхайм, II. (1285, 1290) за Регелинд фон дер Асебург и има 6 деца, наричани фон Каленберг
- Аделхайд фон Папенхайм († 1294)
- Конрад фон Папенхайм († сл. 1337)